# Гимнокалициум зелёный
Гимнокалициум зелёный (лат. Gymnocalycium calochlorum) — кактус из рода Гимнокалициум.
Данный вид имеет уплощённо-шаровидный стебель, диаметром около 6 см и 4 см в высоту. У него 10—12 плоских рёбер. По девяти боковых колючек растут из овальных ареол: они прижаты к стеблю и обладают различной длиной.
Цветочная трубка зелёная; чешуйки на ней имеют розовые края. При полном раскрытии белые или светло-розовые цветки имеют до 5 см в поперечнике.
Яйцевидный плод длиной 1,2 см содержит большое количество семян размером около 1 мм.
Произрастает в аргентинской провинции Кордова на высоте от 600 до 1200 метров.